# Dtab
ドコモ タブレット dtab 01（ドコモ タブレット ディータブ 01）は、華為技術（ファーウェイ）によって開発された、NTTドコモのWi-Fi通信専用端末である。ドコモ タブレットのひとつ。
1万円を切る低価格と高い汎用性・ハードスペックが特徴。

## 概要
製造はファーウェイが担当しているが、ドコモブランドとして提供されるタブレットである。
通常価格は25,725円だが、ドコモのスマートフォンユーザーで「spモード」および「dビデオ」を一定期間契約することにより、9,975円での購入が可能。当初は2013年9月30日までの期間限定キャンペーンとしていたが、キャンペーン期間は終了日未定で延長されている。
名前の通りドコモの各種スマートフォン向けサービスを利用しやすいように設計されており、スマートフォンで利用しているdocomo IDを入力することで動画やコミックなどのdマーケットのコンテンツをタブレットで楽しむことが可能である。また、外出先で見ていたdビデオのコンテンツを帰宅後にタブレットで続きから視聴することも可能となっている。
一方でGoogle Playの利用が可能で、一般的なアプリケーション類の追加が可能。
Googleの標準アプリの他にdメニューやしゃべってコンシェルなどのドコモサービスアプリがプリインストールされており、この点はamazonのKindleシリーズなどに比べ汎用性が高いといえる。
UIは「dビデオ」や「dショッピング」に容易にアクセスできる独自のUIを搭載している。UIはユーザーが端末の用途に併せて変更することが可能。
バッテリーは6,020mAhだが取り外しできず、交換は有償預かり修理となり5,722円かかる（2013年4月現在ドコモのタブレットのバッテリー交換代金としては最も安価）。
MHL接続が可能で、市販のMHLケーブルを利用することでdビデオなどのテレビ出力も可能。
またUSBホスト機能(OTG)にも対応しており、市販の対応変換ケーブルを使用することで対応したUSB機器が利用可能。

## 主な機能
| 主な対応サービス                                | 主な対応サービス                         | 主な対応サービス                     | 主な対応サービス                                       |
| ----------------------------------------------- | ---------------------------------------- | ------------------------------------ | ------------------------------------------------------ |
| タッチパネル/加速度センサー                     | Xi/FOMAハイスピード                      | Bluetooth                            | DCMX/おサイフケータイ/NFC/かざしてリンク/赤外線/トルカ |
| ワンセグ/モバキャス                             | メロディコール                           | テザリング                           | WiFi IEEE802.11a/b/g/n                                 |
| GPS                                             | ドコモメール/電話帳バックアップ          | デコメール/デコメ絵文字/デコメアニメ | iチャネル                                              |
| エリアメール/ソフトウェアーアップデート自動更新 | デジタルオーディオプレーヤー(WMA)(MP3他) | GSM/3Gローミング（WORLD WING）       | フルブラウザ/Flash Player                              |
| Google Play/dメニュー/dマーケット               | Gmail/Google Talk/YouTube/Picasa         | バーコードリーダ/名刺リーダ          | ドコモ地図ナビ/Google Maps/ストリートビュー            |

## 標準付属品
- dtab ACアダプタ 01(2.0A出力。ケーブル分離。標準USB Aコネクタ)
- USB A→マイクロUSBケーブル。
- 自立スタンド(試供品)
- クイックスタートガイド

## 搭載アプリ
日本語入力は標準では富士ソフトのFSKARENが搭載されている。
- dメニュー
- dビデオ
- dブック
- dヒッツ
- dショッピング
- しゃべってコンシェル
- フォトコレクション
- カテゴリーナビ
- 遠隔サポート
- 電卓
- Google Chrome
- Gmail
- Email
- Playミュージック
- Playムービー
- YouTube
- カレンダー
- Googleマップ
- ナビ
- Google+
- 電話帳
- ブラウザ
- Google Play
- McAfeeモバイルセキュリティー(2年間無料版)
- Twonky
- ジョルテ

## カメラ機能
300万画素CMOSアウトカメラと130万画素CMOSインカメラの2つを搭載しているが、共にオートフォーカス機能が無いパンフォーカスのカメラであるので使用する場合には留意が必要である。
例：QRコード読み取りアプリなどで読み取れないことが多い。

## 評価
クアッドコアCPU搭載・10.1インチの大型液晶など高性能だが、キャンペーン適用後の価格が1万円を切るため、割安・破格の端末と位置づけられている。
他方ハードの性能は価格の割にスペックが高く、Quadrant Standard Editionでのベンチマークの結果、GALAXY Tab 10.1より約2倍の数値が出るなど、Androidタブレット全体の中でも高い性能を持つ。
ドコモのコンテンツマーケットを全面に押し出しているが、同種のビジネスモデルのキンドル(アマゾン）と異なり、Google Playからのアンドロイドアプリを利用できる汎用性も評価されている。

## 歴史
- 2013年1月22日 - NTTドコモより発表。
- 2013年3月27日 - ドコモオンラインショップにて先行販売開始[9]。
- 2013年4月11日 - ドコモショップにて事前予約受付開始。
- 2013年4月18日 - ドコモショップにて販売開始[10]。
- 2017年9月30日 -  修理受付終了。

## アップデート・不具合など
2013年8月5日のアップデート
- 充電している状態でタブレット（本体）の画面が正しく表示されない場合がある不具合を修正する。
- ビルド番号がS10-201wd V100R001C137B027からS10-201wd V100R001C137B030になる。

2014年3月31日のアップデート
- 動画再生中にスリープモードを設定した場合、スリープモード解除後に動画が正常に再生できない場合がある不具合を修正する。
- ビルド番号がS10-201wd V100R001C137B027、S10-201wd V100R001C137B030からS10-201wd V100R001C137B033になる。